# 新疆科技馆
新疆科技馆（維吾爾語：شىنجاڭ پەن-تېخنىكا سارىيى‎）全称为新疆维吾尔自治区科学技术馆，是中华人民共和国新疆维吾尔自治区首个具有现代化设备，兼顾科普展教、学术交流和科技培训等功能的科学技术活动场所。新疆科技馆位于中华人民共和国新疆维吾尔自治区乌鲁木齐市沙依巴克区新医路686号。新疆科技馆是中华人民共和国全国科普教育基地。

## 历史简介

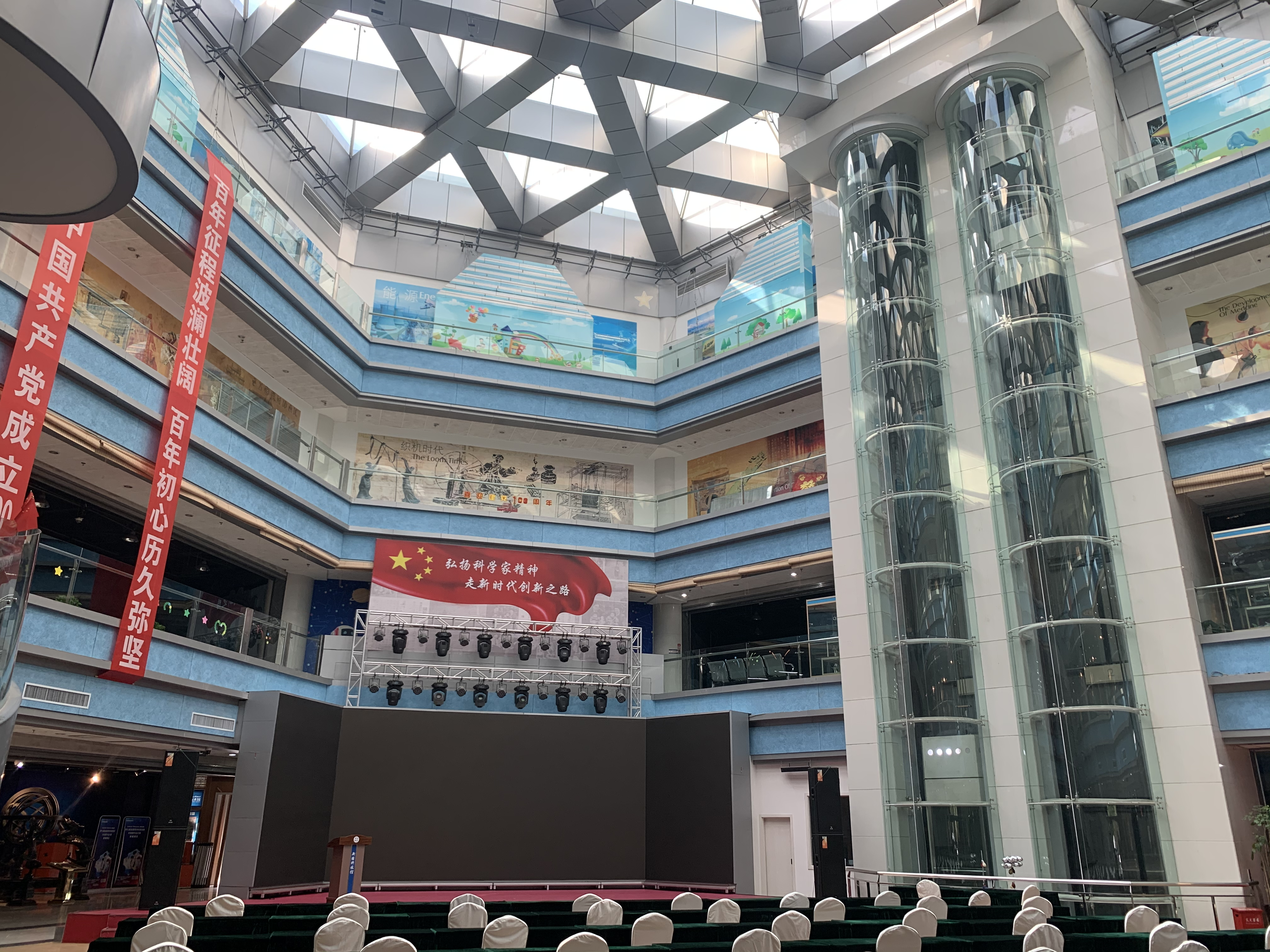
新疆科技馆的大厅

1978年，新疆维吾尔自治区植物保护学会理事长、新疆八一农学院（今新疆农业大学）教授张学祖等17人在新疆维吾尔自治区召开科学大会期间提出建设新疆科学技术馆的提议。1980年，在新疆维吾尔自治区计划委员会将建立新疆科学技术馆的项目提报给中华人民共和国国家计划委员会和中华人民共和国国家科学技术委员会后，科技馆被批准建立。新疆科技馆由新疆维吾尔自治区建筑勘察设计院设计，新疆维吾尔自治区第一建筑工程公司于1983年开始施工，建筑面积近10,120平方米，主楼地下一层，地上十层。1985年10月，作为新疆维吾尔自治区成立30周年的献礼工程的新疆科技馆建成并正式开馆。当时的新疆科技馆有展厅、门厅、500座的电影厅、300座的学术报告厅以及电化教室、理化演示室等设施组成。另外也配有四种语言的同声传译系统等设备。新疆科技馆初建时，展出有遥感、错觉、光学、静电等内容的展览。除了展览，也为新疆各科学会和技术人员提供了进行学术活动和培训的场地。新疆科技馆是新疆维吾尔自治区自治区第一所具有现代化设备的科技群众团体活动的场所。
2005年，新疆科技馆开始改扩建工程，建筑面积增加到近2.7万平方米，主楼也增加到了17层，原来的电影厅和招待所被拆除，新建了地上四层，地下一层的展览中心。原报告厅的层数也得以增加。从2007年开始，新疆维吾尔自治区气象学会、新疆维吾尔自治区测绘局、 新疆维吾尔自治区水利厅、新疆维吾尔自治区卫生厅（现新疆维吾尔自治区卫生健康委员会）等部门先后向新疆科技馆捐建展品、展厅。2008年7月，新疆科技馆新馆正式开馆。新建成的新疆科技馆展厅为地上一到四层。面积近11,120平方米，其中由各方捐建的展厅面积达到了近2200平方米。新疆科技馆依然为学术交流和科技培训提供场地，会议培训中心有100多张床位，超过20间会议培训室以及400座的学术报告厅及相关陪到设施。2009年，新疆科技馆官网上线。进入二十一世纪10年代，新疆科技馆先后和乌鲁木齐电视台、新疆教育电视台、乌鲁木齐人民广播电台等电视台、电台合作，制作播出科普节目。并开通微信公众号、新浪微博、腾讯微博等社交媒体进行科普活动。2014年，维吾尔文科普读物《生活一点通300列》由新疆科技馆申报并获批。2013年，新疆自然博物馆协会挂靠于新疆科技馆成立。2015年，新疆科技馆对7个展区进行了改造升级并更新近百个展品。2022年4月，新疆科技馆被中国科学技术协会列入《2021—2025年第一批全国科普教育基地名单》。
新疆科技馆的行政主管单位为新疆维吾尔自治区科学技术协会。截止2020年，新疆科技馆下设办公室、人事教育（宣传）部、展览中心、学术交流中心、科技培训中心、工程技术保障部、展品研发中心、后勤服务中心、保卫部等9个处室，在职73人。

## 展览与科普活动
2013年，新疆科技馆常设展品280件。设有汉语、维吾尔语讲解员共36人。常设展览包括展示新疆生态变迁的生态展区，了解到光学、电磁学等基础学科的基础学科展区、展示人体模型、器官模型的人与健康展区，讲述水的来源、分布等与水相关内容的人水和谐展区，讲述气候气象的气象展区。以及讲述面对地震等地质气象灾害和火灾的知识及预防的防震减灾主题展区、消防教育展区。另外还有模拟飞行驾驶、汽车模拟驾驶、未来智能家居体验区、戏水乐园、交互式地形图等可交互的项目。在前沿科技展区内则包含北斗导航、基因编辑、中国探月工程、中国天眼、超级计算机、蛟龙号等前沿科技项目的展示、展品。
除了常设展览外，新疆科技馆还会举办不同的临时展览和教育活动，世界地球日、世界气象日、防灾减灾日等纪念日或春节、端午节、中秋节等传统节日时，新疆科技馆会举办相应主题的展览或活动。除此之外，新疆科技馆还会进行如“科普大篷车”、“流动球幕影院”、“科普基层行”、“科技馆活动进校园”等流动科普活动。每逢寒暑假，新疆科技馆会利用科学工作室举办电脑机器人、手工制作等培训班以及举办像是“再生纸”制作利用、民族蜡染技术等的科学实验项目。除此以外，新疆科技馆也会编演科普剧、科普秀等不同的科学表演作品。2020年，新疆科技馆依托微信、抖音、哔哩哔哩、快手等平台开展宅家“云”逛科技馆活动。

## 图片
| - 防震减灾主题展区 - 消防教育展区 - 光控飞机与模拟飞行驾驶 - 前沿科技展区的磁悬浮列车体验项目 - 前沿科技展区的北斗导航示意模型 - 前沿科技展区的中国天眼示意模型 - 新疆科技馆展示的3D打印双齿多刺蚁（旧称拟黑多刺蚁） - 人与健康展区中的生命的孕育与诞生展示 - 基础学科展区中的机械波展示 - 人水和谐展区中水的净化展示 |